# 戴维营协议
戴维营协议（英語：Camp David Accords）是有关中东问题的一项重要协议，因会议举行地點为美国总统休养地戴维营，而以此命名。

## 背景
1977年的以色列國會选举，以色列工黨遭到梅纳赫姆·贝京领导的以色列聯合黨击败。利库德集团作為正統派猶太教及右派所支持的政黨，令當時十分緊張的以阿關系升溫。当年11月，埃及总统萨达特首访以色列，以色列和埃及的关系开始缓和。
1978年9月6日，在时任美国总统吉米·卡特的邀请下，美国、埃及和以色列三方在戴维营举行最高级会议。与会的三国首脑有美国总统卡特、埃及总统萨达特及以色列总理梅纳赫姆·贝京。在持续12天的会议后的9月17日，埃以双方签署了《关于实现中东和平的纲要》和《关于签订一项埃及同以色列之间的和平条约的纲要》两份文件，即著名的“戴维营协议”，埃以双方並在第二年正式签署了《和平条约》。

## 结果
由於以色列與埃及和解，導致埃及與其他拒絕承認以色列的阿拉伯國家關系破裂，只與當時仍是巴列維掌權的伊朗保持外交關系，在1979年巴列維被伊朗革命推翻後，萨达特讓他流亡埃及而成為眾矢之的，1979年至1989年埃及被取消阿拉伯联盟的成员国资格，萨达特更于1981年被暗杀，自此以阿和平进展再次陷入僵局。

## 相关图片

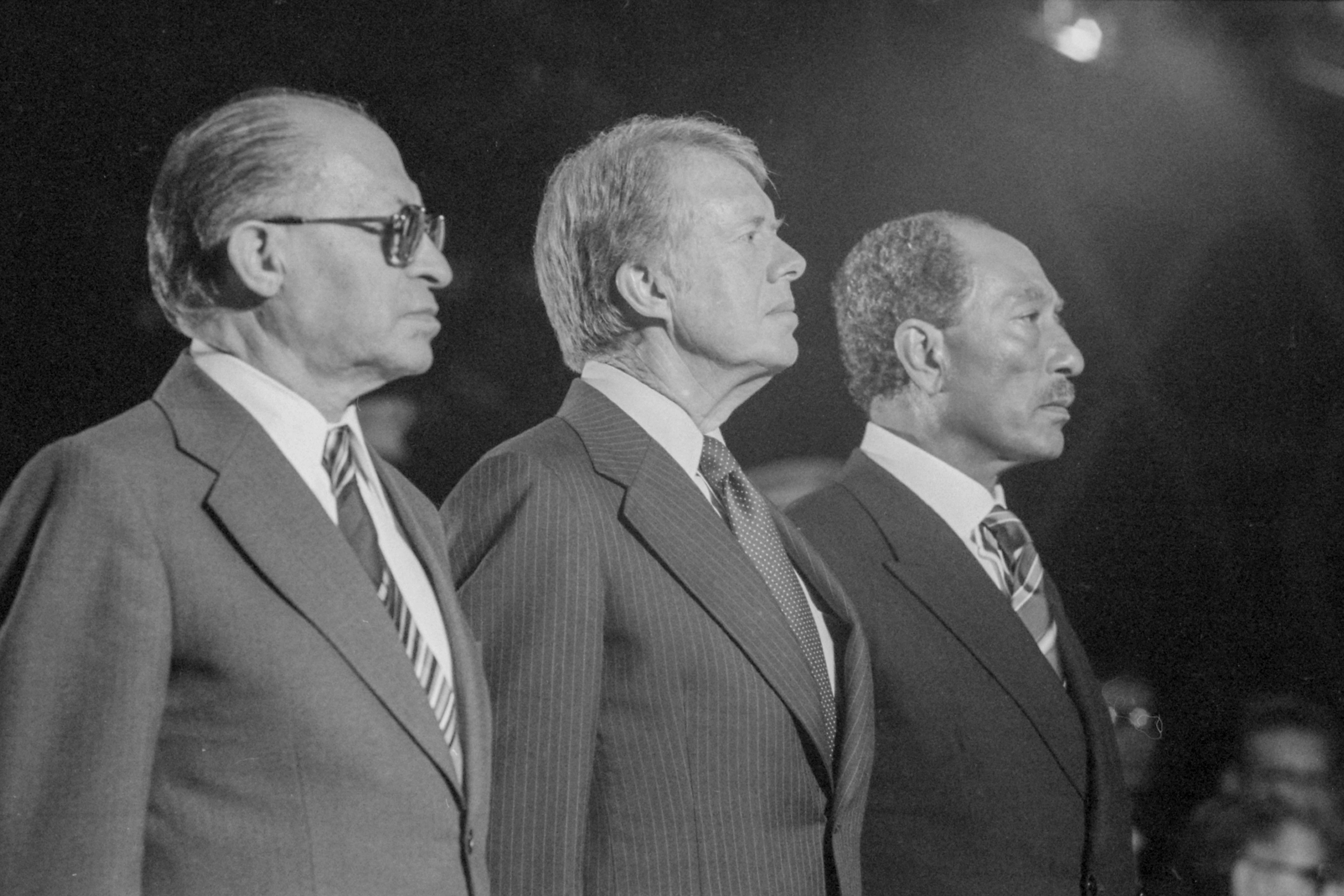
贝京、卡特和萨达特在协议签署现场
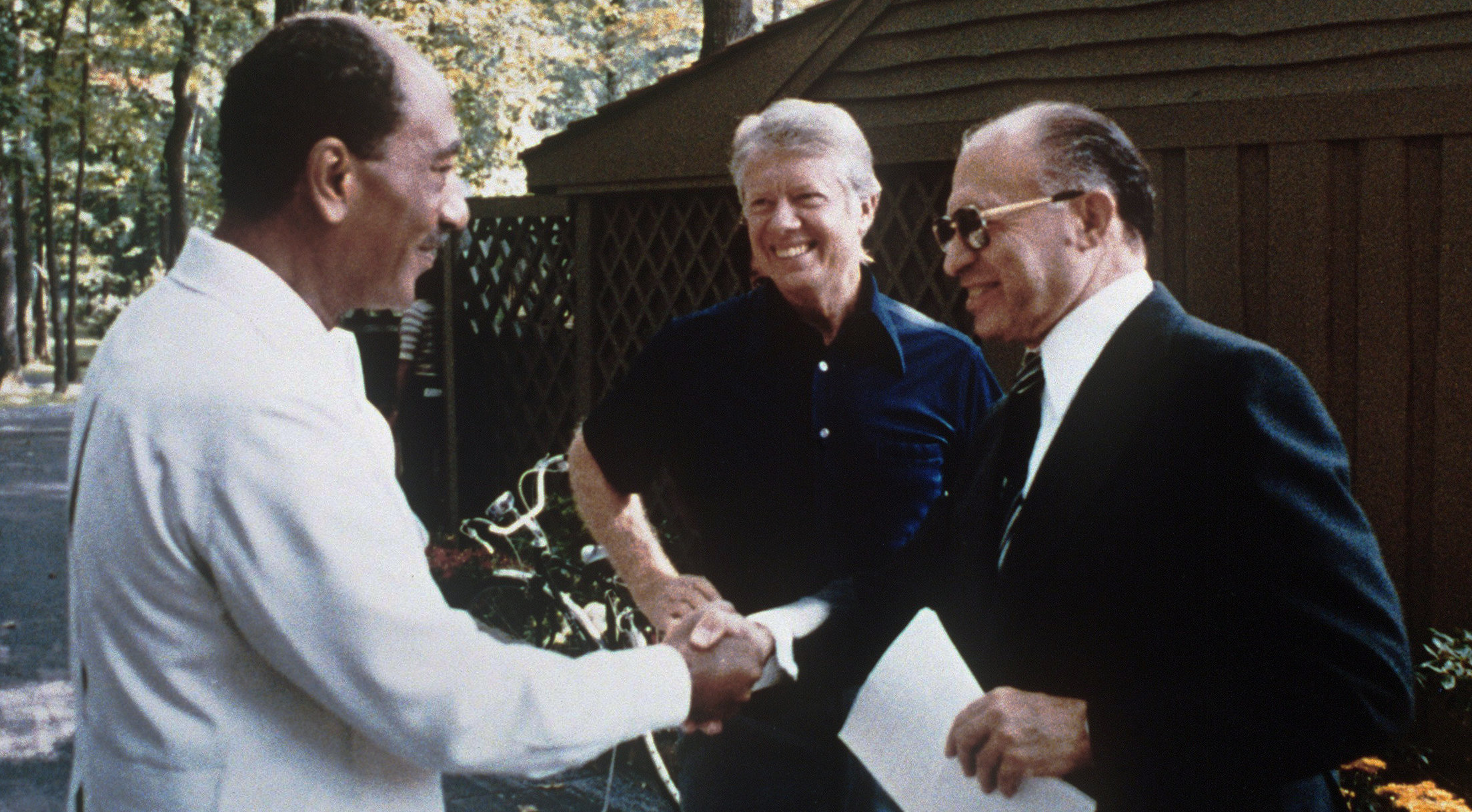
三位领导人会面
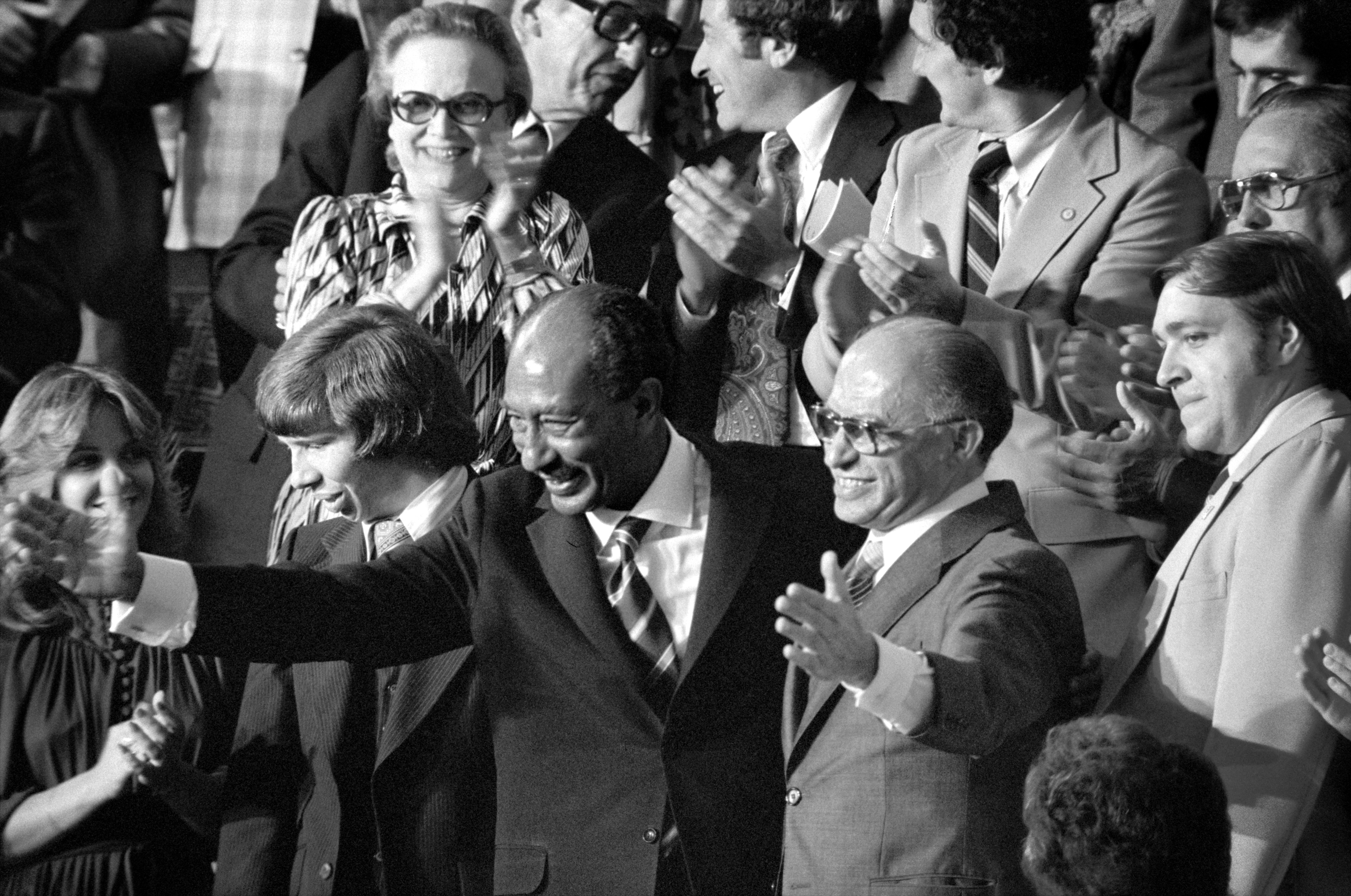
贝京和萨达特在庆祝协议的签署，9月18日
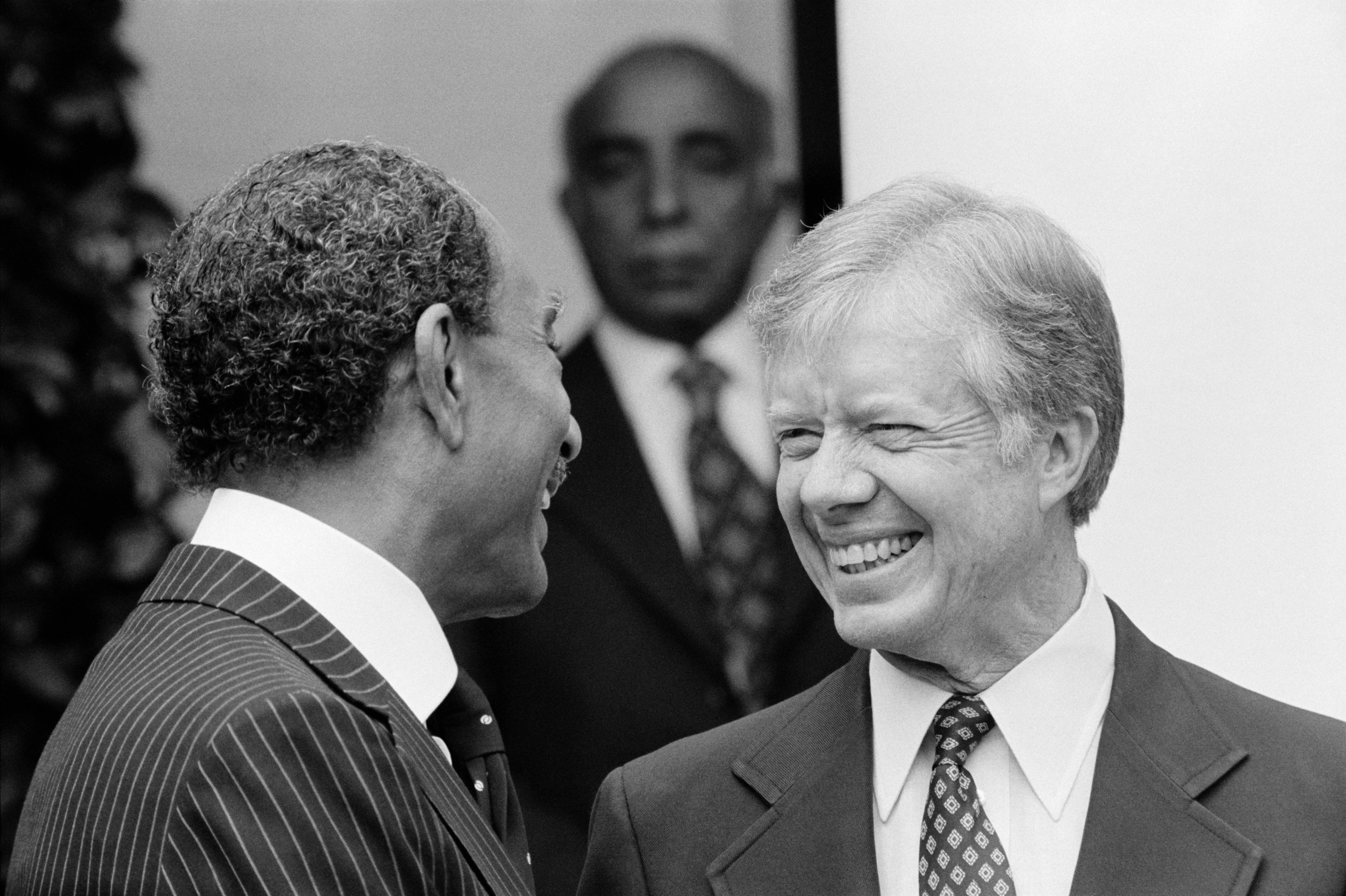
卡特总统在协议签署后发表的讲话，1978年9月17日
- 协议生效后，卡特在白宫祝贺萨达特，1980年4月8日